# Kaléidocycle

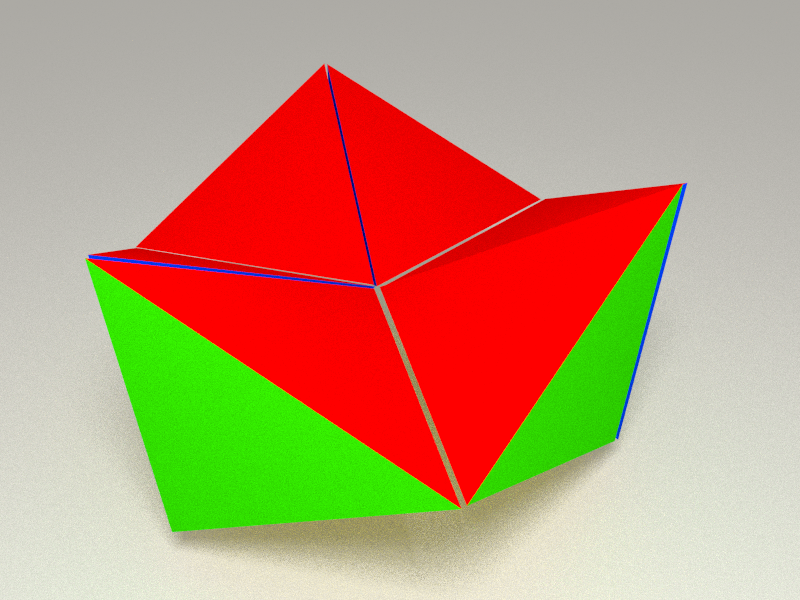
Un kaléidocycle.

Patron de kaléidocycle.

Un kaléidocycle est obtenu en associant plusieurs tétraèdres par leurs arêtes, jusqu'à former un anneau. La particularité de cet objet est qu'il peut tourner à l'infini.
Il est possible d'en créer de plusieurs types (kaléidocycle torsadé ou non), selon comment sont agencés les tétraèdres. La réalisation d'un kaléidocycle peut se faire en utilisant un seul morceau de papier découpé et collé selon un patron adapté.